# 李謹
李謹（1492年—？年），字常甫，號南津，富峪衛官籍，廣東省四會縣人，明朝政治人物。

## 生平
由國子生中式順天府鄉試第一百十六名舉人，嘉靖十一年（1532年）壬辰科會試七十一名，第三甲第一百六十六名進士。觀禮部政。。嘉靖十三年（1534年），任直隸歙縣知縣。

## 家族
曾祖李安，百戶；祖李福，百戶；父李淮，百戶；母張氏（封安人）。永感下。兄讃（百戶），弟諌（義官），子正新。